# Mỹ Hội, Cái Bè
Mỹ Hội là một xã thuộc huyện Cái Bè, tỉnh Tiền Giang, Việt Nam.

## Địa lý
Xã Mỹ Hội tiếp giáp xã Hậu Mỹ Trinh ở phía tây bắc, tiếp giáp địa phận huyện Cai Lậy ở phía bắc và đông bắc, tiếp giáp xã An Cư ở phía nam, tiếp giáp xã Hậu Mỹ Phú ở phía tây, hướng này tiếp giáp một đoạn ngắn với xã Hậu Thành.
Các kênh, rạch chảy qua địa bàn xã gồm: kênh Bà Rằng, kênh Cầu Cháy, kênh Cầu Ngang, kênh Cây Dầu, kênh Cây Dương, kênh Đường Mới, kênh Kháng Chiến, kênh Một Thước, rạch Đuôi Tre, rạch Đường Trà, rạch Thủ Ngữ.

## Hành chính
Xã có diện tích 13,77 km², dân số năm 2003 là 7.442 người, mật độ dân số đạt 540 người/km².
Xã Mỹ Hội được chia thành 4 ấp: Mỹ Chánh A, Mỹ Chánh B, Mỹ Thuận, Mỹ Trung.

## Lịch sử
Vào thời vua Gia Long nơi này có thôn Mỹ Hòa thuộc tổng Kiến Phong. Đến thời Minh Mạng có thêm thôn An Cư thuộc tổng Phong Hòa.
Ngày 12 tháng 7 năm 1877, Mỹ Hòa đổi thành Mỹ Hội.
Ngày 24 tháng 10 năm 1925, sáp nhập An Cư với Mỹ Hội lấy tên là Hội Cư, thuộc tổng Phong Hòa, quận Cái Bè, tỉnh Định Tường.
Trong chiến tranh Đông Dương, chính quyền Việt Nam Dân chủ Cộng hòa gọi là xã Hội Cư thuộc huyện Cái Bè, tỉnh Mỹ Tho; Quốc gia Việt Nam đặt xã Hội Cư thuộc tổng Phong Hòa quận Cái Bè, tỉnh Định Tường.
Trong chiến tranh Việt Nam, xã Hội Cư thuộc huyện Cái Bè, tỉnh Mỹ Tho; chính quyền Việt Nam Cộng hòa đặt xã Hội Cư thuộc quận Sùng Hiếu, tỉnh Định Tường.
Tháng 1 năm 2005, xã Mỹ Hội tách ra từ xã Hội Cư.

## Kinh tế – Xã hội
Trung tâm mua bán của xã Mỹ Hội là chợ Giồng, khu chợ nằm sát địa bàn xã An Cư. Có một chợ nhỏ hơn là chợ Mỹ Chánh B nằm trên đường Huyện lộ 72, là con đường nhựa quan trọng nhất xã, chạy dọc bờ kênh 8. Xã tiếp giáp một đoạn ngắn Quốc lộ 1 khoảng 200m.
Hầu hết dân cư sống bằng canh tác nông nghiệp. Ngoài ra, năm 2016, xã có diện tích 34.500 m² nuôi cá kiểng, và chính quyền xã đã triển khai Dự án Phát triển mô hình sản xuất cá kiểng trên bề lót bạt. Thu nhập bình quân đầu người của xã là 40 triệu đồng/người/năm.
Vào năm 2008, xã có 4 điểm trường tiểu học, 1 trường trung học cơ sở. Trạm y tế xã có 7 phòng với 1 bác sĩ, 1 y sĩ, 1 y tá, 1 hộ sinh, 1 dược sĩ; các tổ chức chăm sóc sức khoẻ cộng đồng: 4 tổ y tế của 4 ấp.
Toàn xã có 8 bà mẹ Việt Nam Anh hùng, 1 anh hùng lực lược vũ trang nhân dân là bà Đoàn Thị Nghiệp, 185 liệt sĩ, 37 thương binh, 10 lão thành cách mạng, 135 huân chương của tập thể và cá nhân. Xã đã được nhà nước Việt Nam phong tặng danh hiệu Anh hùng lực lượng vũ trang nhân dân.

## Ảnh

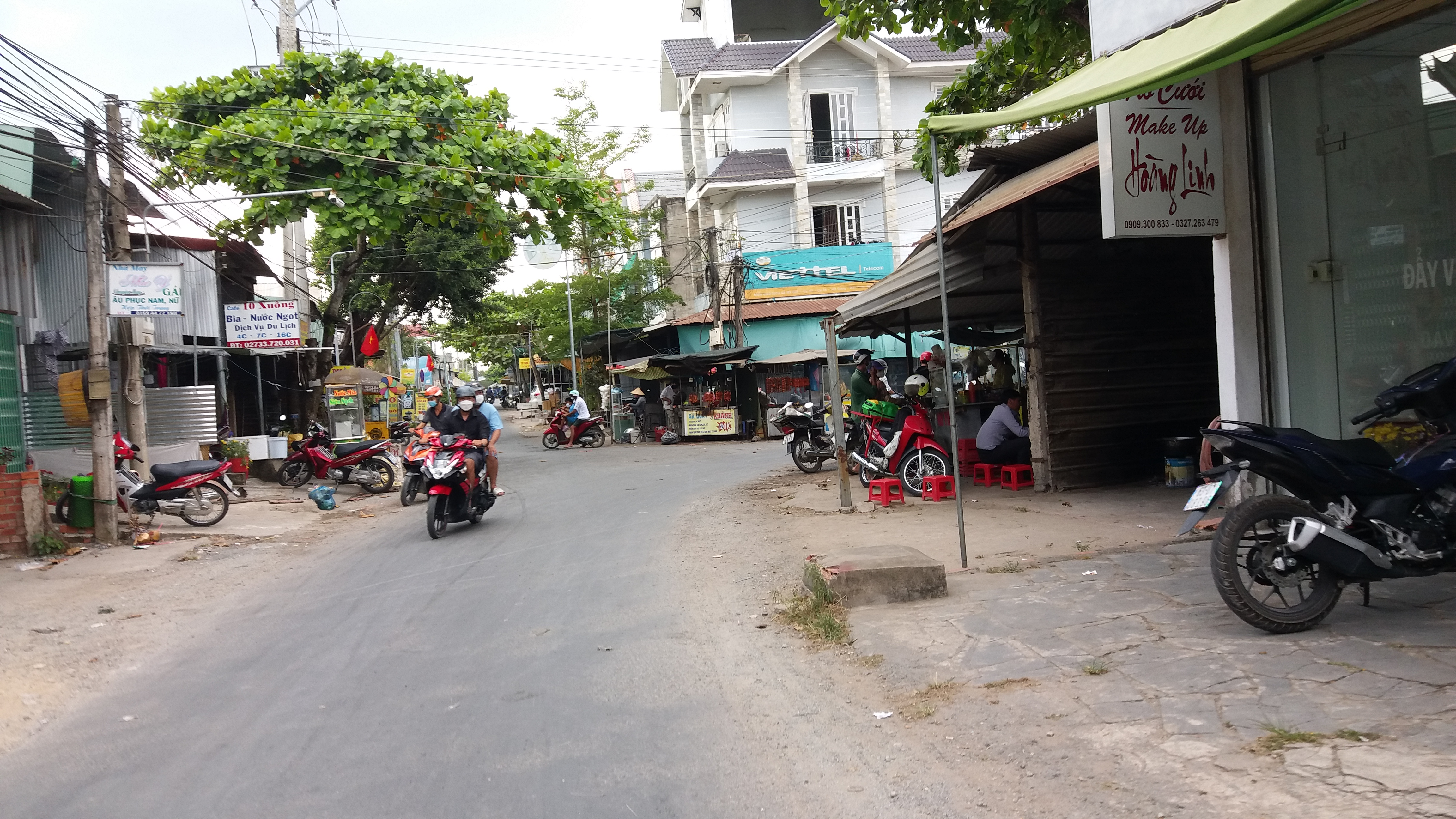
chợ Giồng.
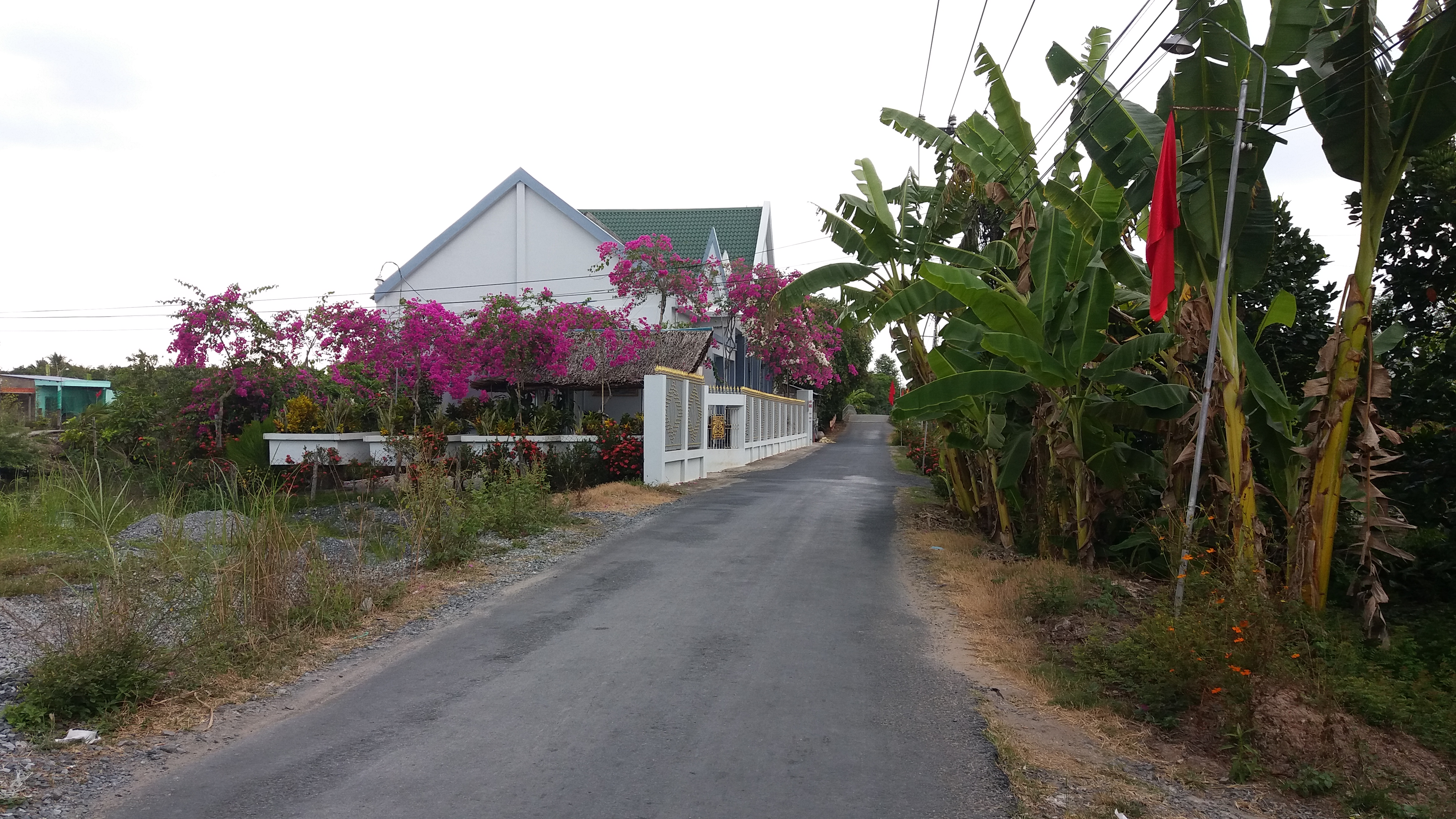
Huyện lộ 72.
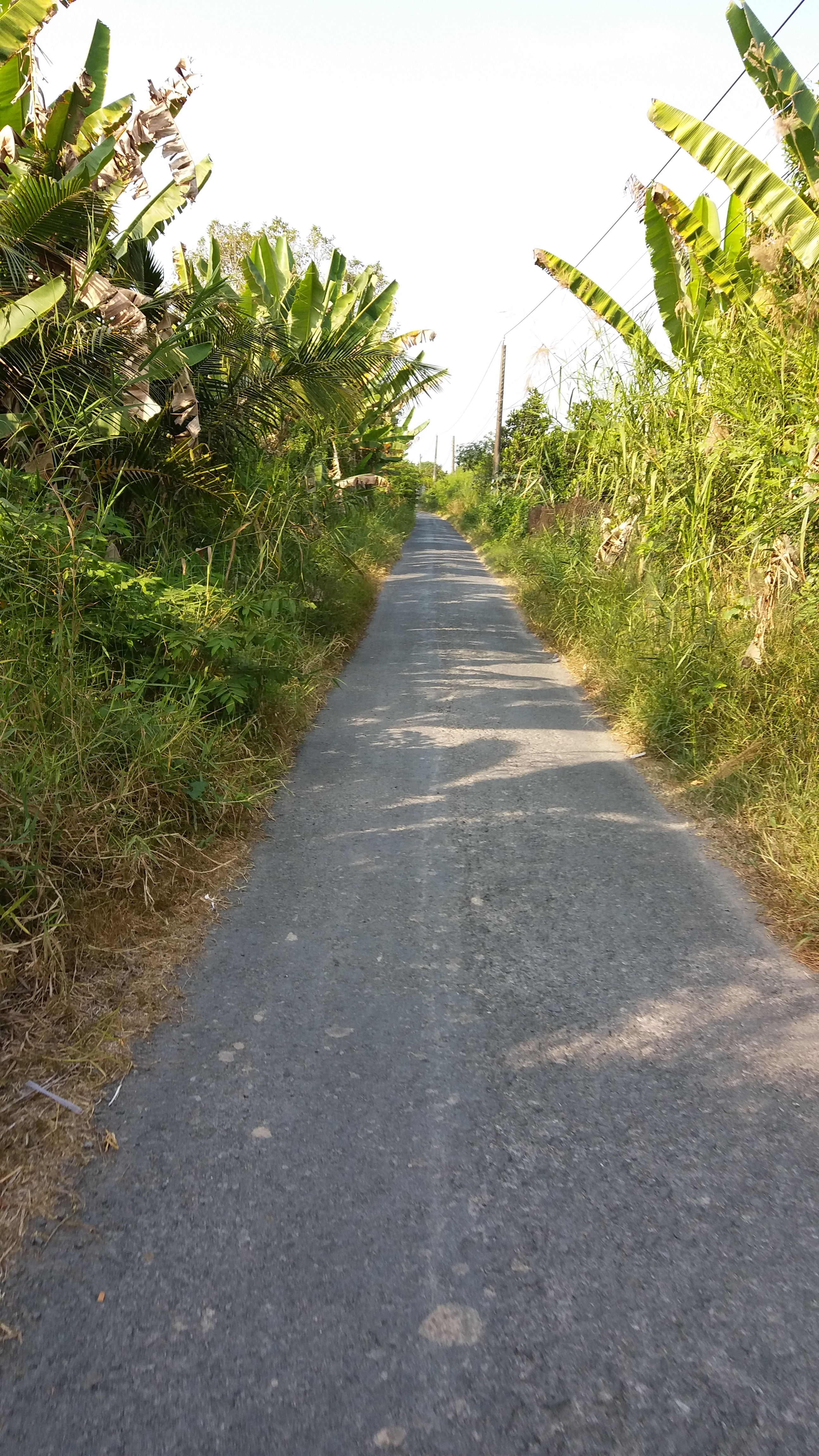
con đường dọc theo bờ đông Kênh 9.
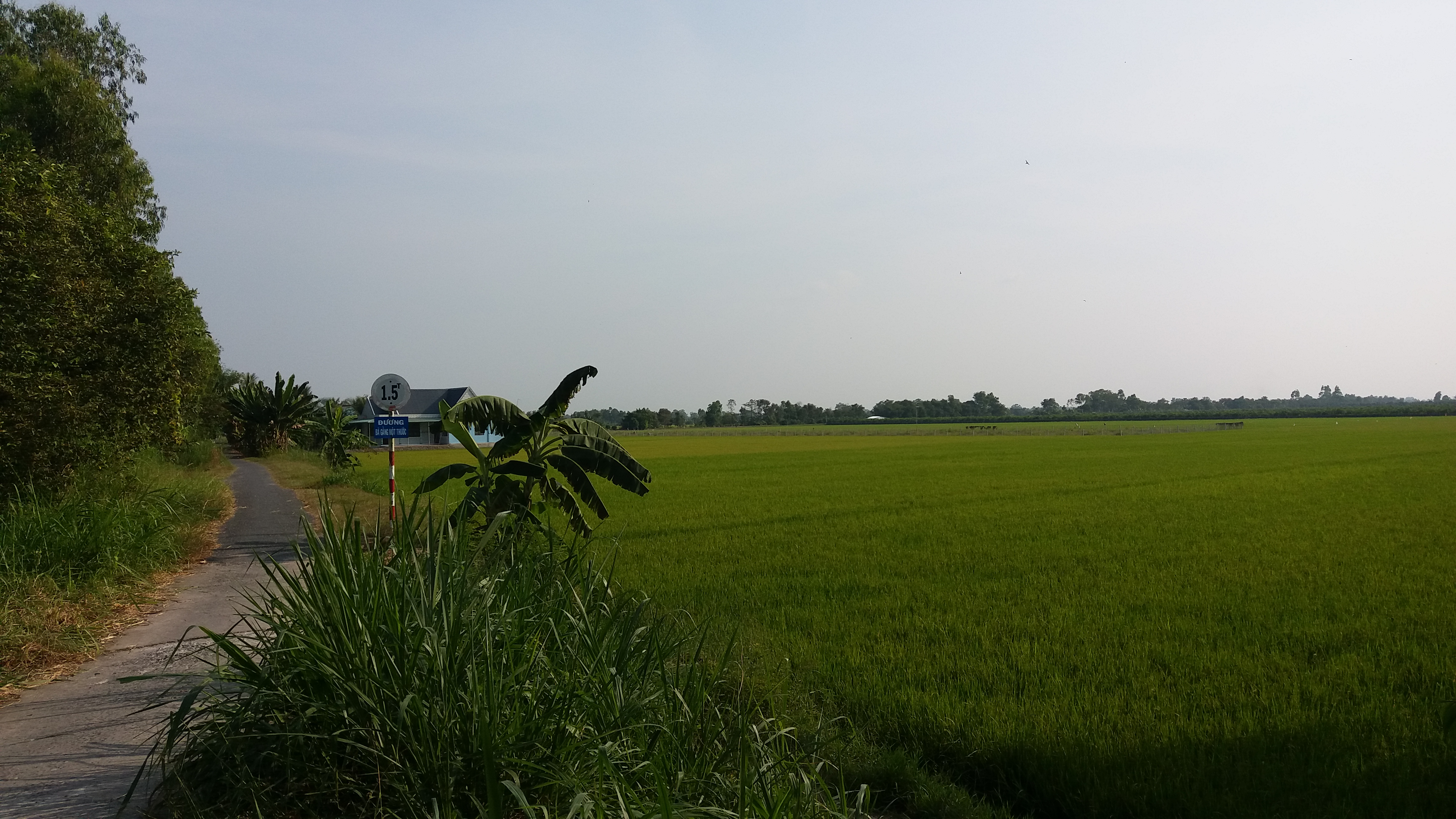
đường Bà Gằng Một Thước.
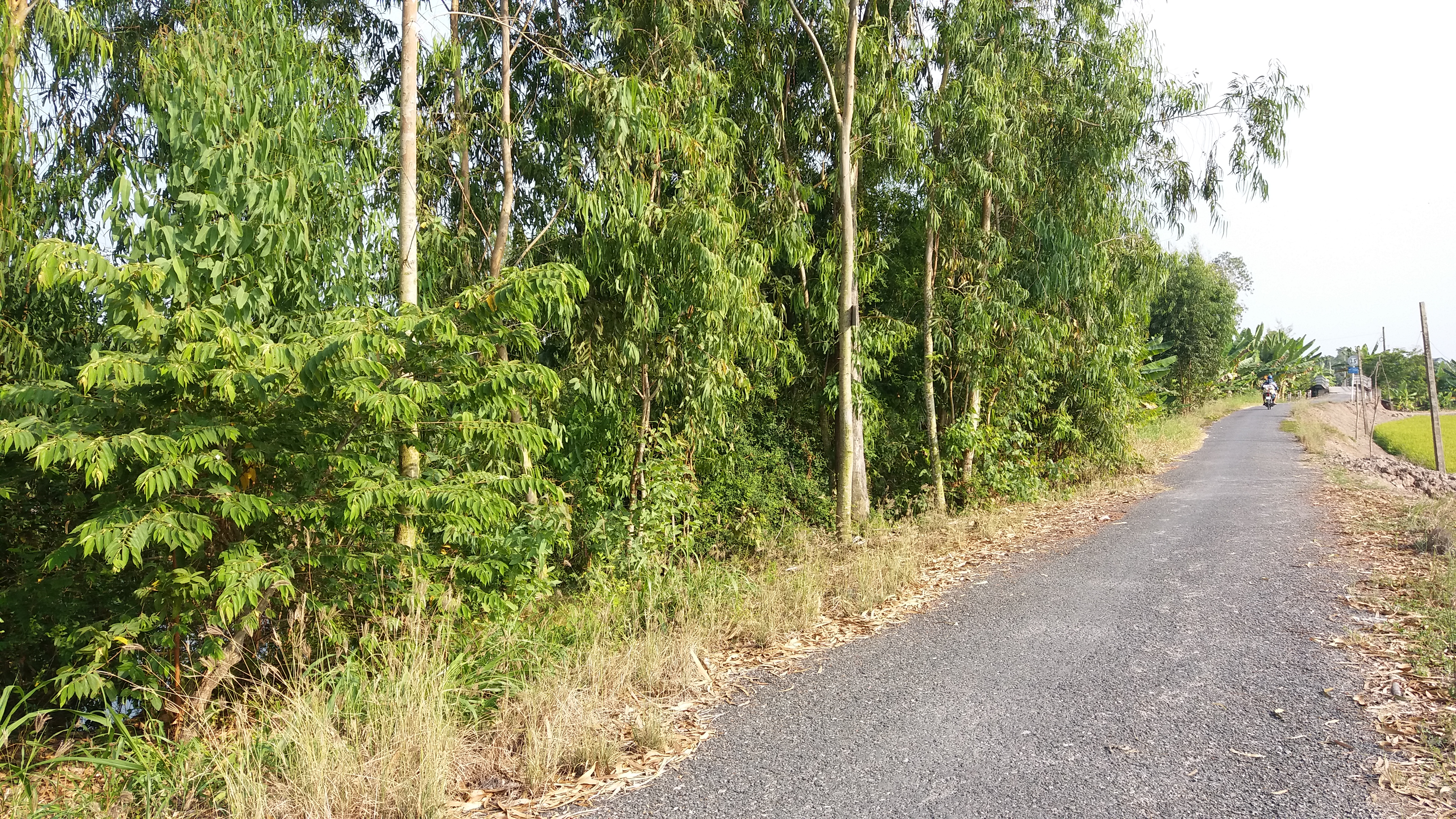
đường Bà Gằng Một Thước.
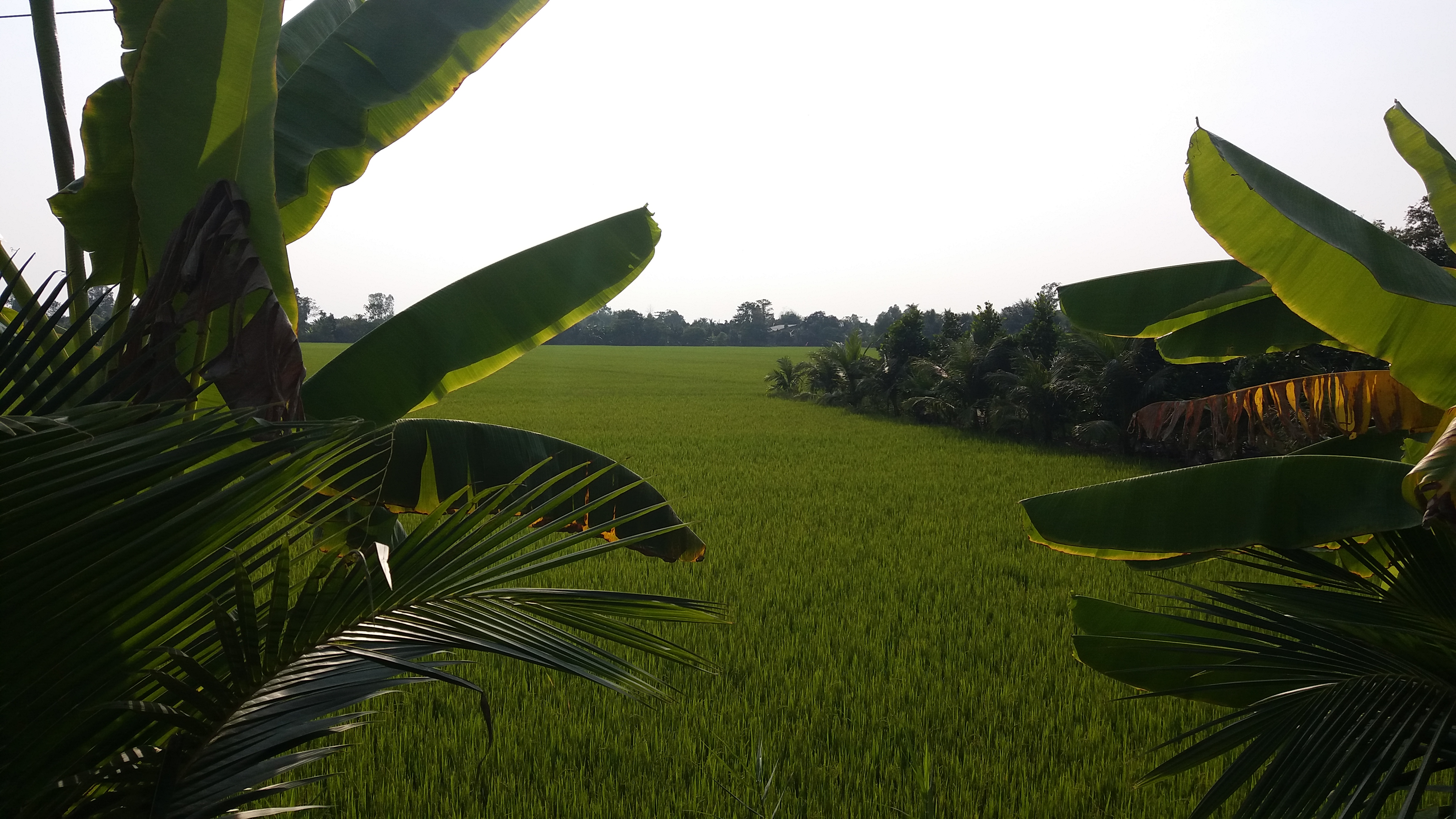
Một cánh đồng trong xã.
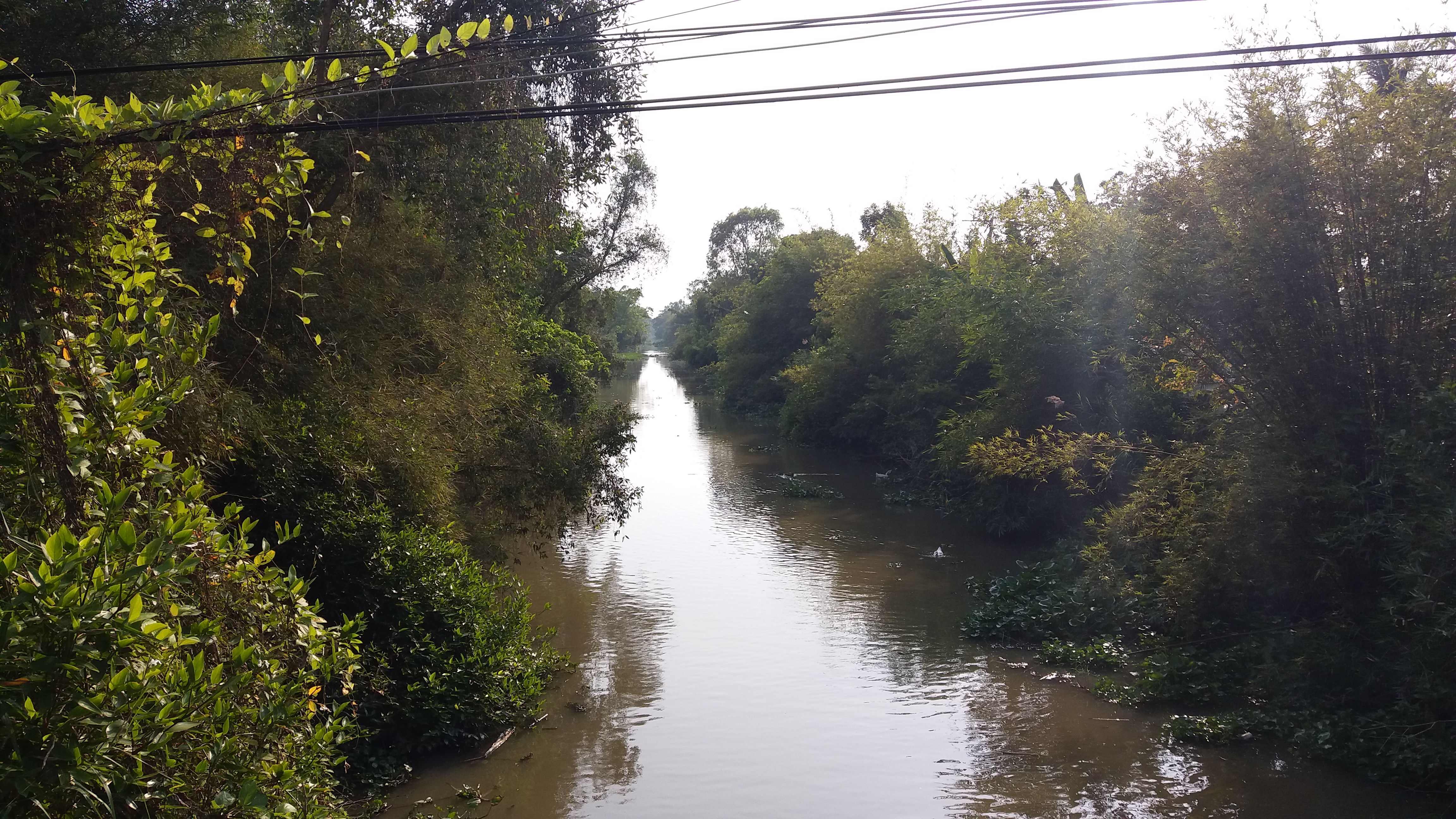
Một dòng kênh trong xã.
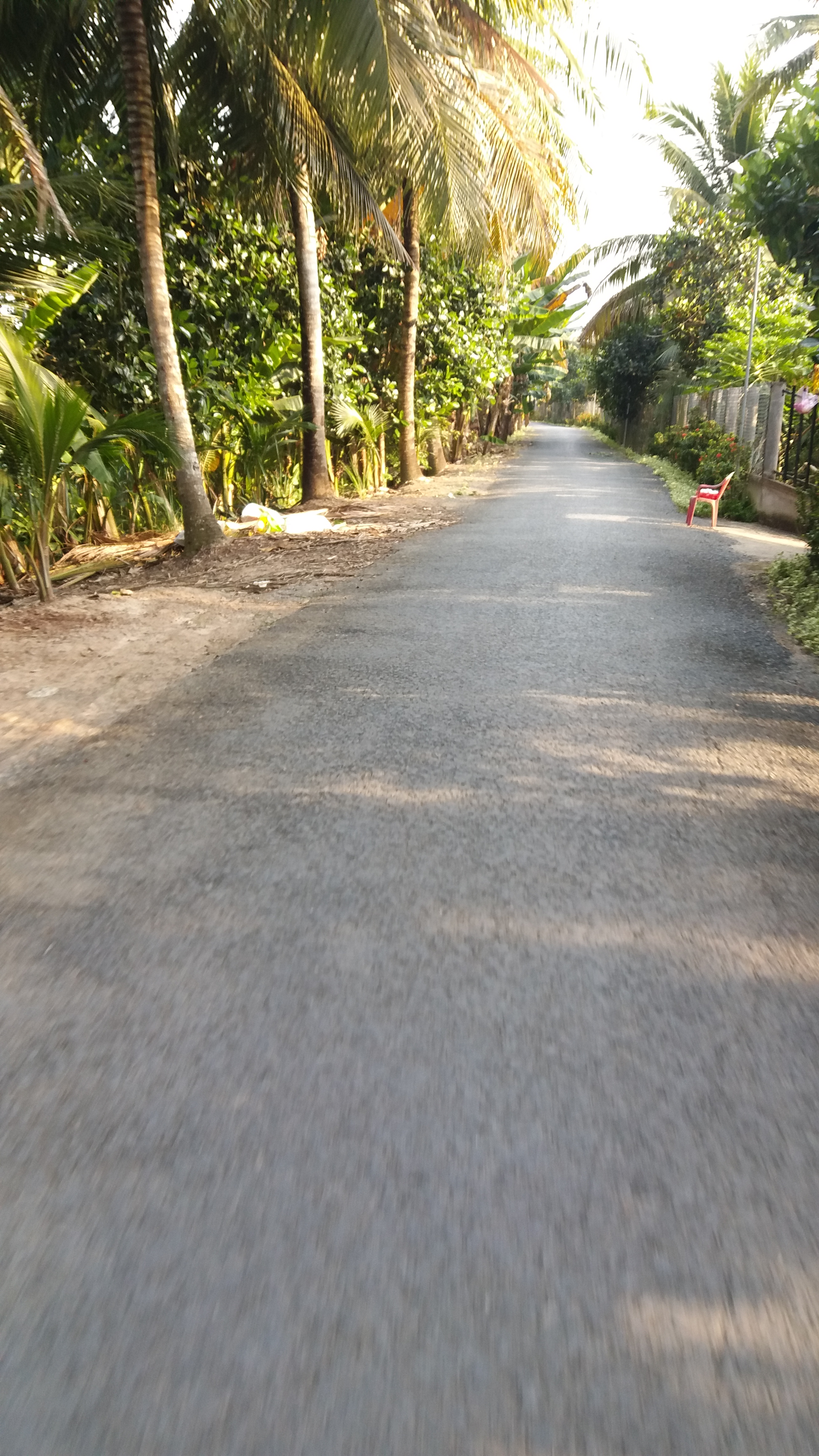
con đường nhựa chạy dọc bờ nam kênh Một Thước, hướng về chợ Bà Tồn.
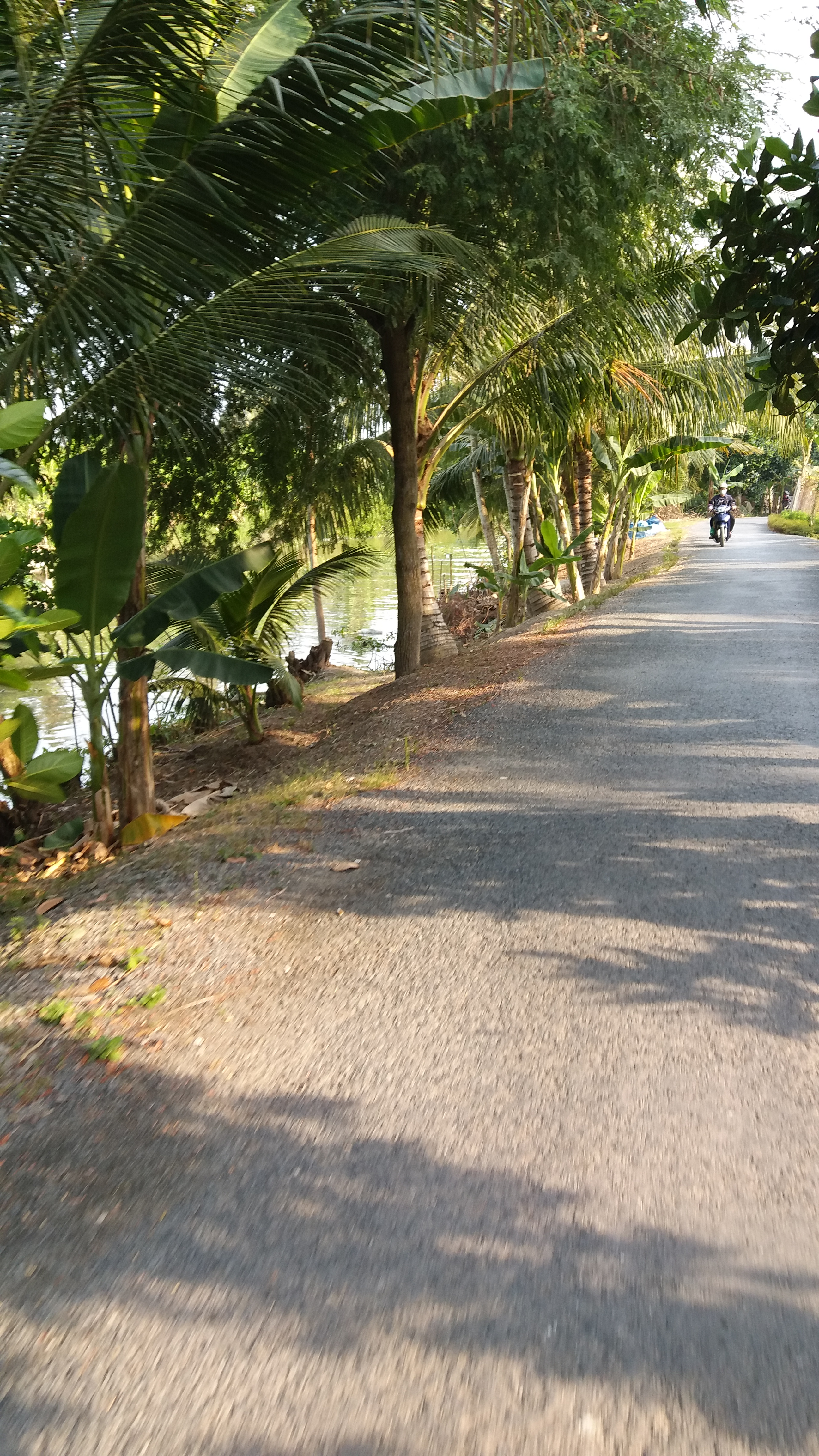
con đường nhựa chạy dọc bờ nam kênh Một Thước, hướng về chợ Bà Tồn.